# Бабка тополева
Бабка тополева, Підбере́зник твердува́тий (Leccinum duriusculum) — вид базидіомікотових грибів родини болетові.

## Місця зростання
Зростає на ґрунті в листяних лісах і на галявинах з кінця липня до середини листопада. Плодові тіла з'являються поодиноко або дуже невеликими групами під тополями.

## Опис
Шапинка червоно-бура, вохряно-бура або сіро-бура, спочатку злегка луската або опушена, в зрілості гола, суха і матова. У молодих грибів напівкругла, пізніше опукла і нарешті подушкоподібна, діаметром 60-150 мм. Трубочки 12-25 мм завдовжки, білі або білуваті, потім бруднувато-кремові або сіруваті, при натисканні буріють. Ніжка 50-150 мм заввишки і 10-30 мм завтовшки, циліндрична або веретеноподібна, біля основи іноді загострена, у верхній частині біла або кремова, у нижній частині бура, біля основи синювата, злегка покрита бурими лусочками. М'якоть тверда, біла, в ніжці і на вершині капелюшка рожевіє, в основі ніжки синіє. Смак приємний, запах грибний. Споровий порошок оливково-бурий. Суперечки: 13-17х5-7 мкм, еліпсоїдно-веретеноподібні, гладкі, медово-вохряні.

## Використання
Цей гриб вважається одним з найсмачніших підберезників, оскільки у нього твердий і дуже смачний м'якуш, дуже рідко буває червивим. Йде для приготування різноманітних страв. Можна також сушити.